# Federico di Hohenzollern-Sigmaringen
Federico Eugenio Giovanni di Hohenzollern-Sigmaringen (in tedesco Friedrich Eugen Johann von Hohenzollern-Sigmaringen; Inzigkofen, 25 giugno 1843 – Monaco di Baviera, 2 dicembre 1904) è stato un generale tedesco, un membro della casa di Hohenzollern-Sigmaringen.

## Biografia
Era il figlio di Carlo Antonio di Hohenzollern-Sigmaringen, e di sua moglie, Giuseppina di Baden. Alla fine di settembre del 1859, il principe si trasferì a Bonn, dove completò i suoi studi. Negli anni 1861-1864, Federico fece lunghi viaggi in Austria, Italia, Svizzera e Inghilterra. Negli anni 1860 e 1870, Federico viaggiò anche in Italia, Egitto e Grecia.

## Carriera

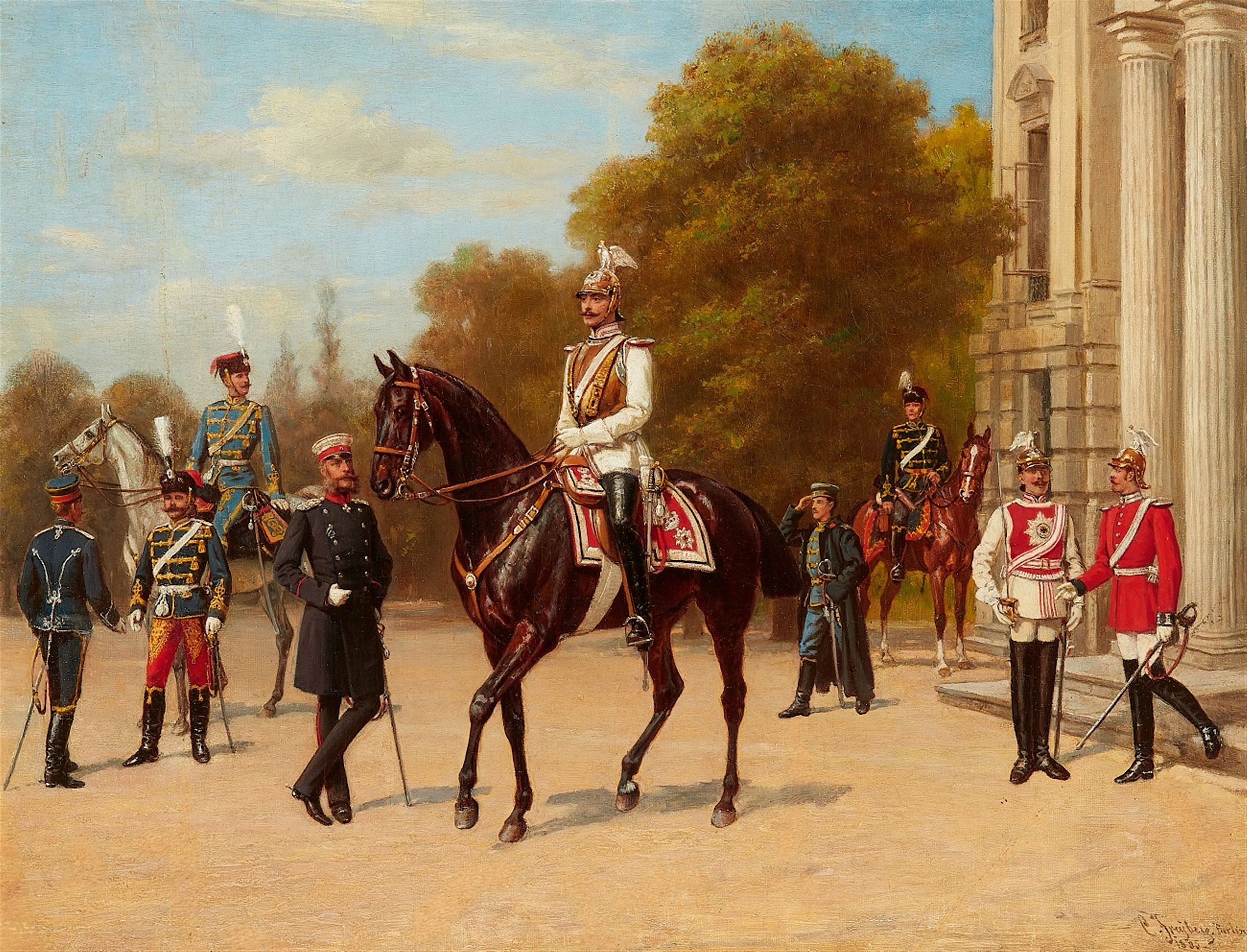
Dipinto raffigurante Federico di Hohenzollern-Sigmaringen a cavallo, che indossa l'uniforme delle Gardekorps

Nell'autunno del 1862, Federico intraprese la carriera militare nell'esercito prussiano e, con il grado di sottotenente, fu assegnato al V° reggimento di Uhlan della Westfalia a Düsseldorf. Con questo reggimento Federico nel 1866 prese parte alla guerra austro-prussiana. Nella primavera del 1870, fu trasferito al I° Reggimento dei Dragoni e gli fu assegnato il grado di capitano. Alcuni mesi dopo, nel 1870 prese parte alla guerra con la Francia. Dal 17 giugno 1889 al 21 settembre 1893, Federico comandò la XXIIa divisione.
Suo padre stava pensando di proporre non solo il primogenito di Leopoldo, ma anche Federico come candidato al trono di Spagna. All'inizio, Leopoldo non mostrò alcun interesse, perché era sposato con la principessa portoghese Antonia, che rifiutò questa idea dalle convinzioni patriottiche. La regina Vittoria e il Kaiser Guglielmo I erano piuttosto scettici riguardo a questi piani. Carlo Antonio ha invano riposto le sue speranze su Federico, che decise di rifiutare la corona spagnola.

## Matrimonio
Sposò, il 21 giugno 1879 a Ratisbona, Luisa di Thurn und Taxis (1 giugno 1859-20 giugno 1948), figlia di Massimiliano Antonio di Thurn und Taxis e di Elena di Wittelsbach. Non ebbero figli.

## Ascendenza
|                                           |                      |                                  | Genitori                           |  |  | Nonni |  |  | Bisnonni                                 |  |  | Trisnonni                                  |  |
|                                           |                      |                                  |                                    |  |  |       |  |  | Antonio Aloisio Hohenzollern-Sigmaringen |  |  | Carlo Federico di Hohenzollern-Sigmaringen |  |
|                                           |                      |                                  |                                    |  |  |       |  |  | Antonio Aloisio Hohenzollern-Sigmaringen |  |  | Carlo Federico di Hohenzollern-Sigmaringen |  |
|                                           |                      | Giovanna di Hohenzollern-Berg    |                                    |  |  |       |  |  | Antonio Aloisio Hohenzollern-Sigmaringen |  |  |                                            |  |
| Carlo di Hohenzollern-Sigmaringen         |                      |                                  |                                    |  |  |       |  |  | Antonio Aloisio Hohenzollern-Sigmaringen |  |  |                                            |  |
|                                           |                      | Amalia Zefirina di Salm-Kyrburg  | Filippo Giuseppe di Salm-Kyrburg   |  |  |       |  |  |                                          |  |  |                                            |  |
|                                           |                      | Amalia Zefirina di Salm-Kyrburg  | Filippo Giuseppe di Salm-Kyrburg   |  |  |       |  |  |                                          |  |  |                                            |  |
|                                           |                      | Amalia Zefirina di Salm-Kyrburg  | Maria Theresa di Hornes            |  |  |       |  |  |                                          |  |  |                                            |  |
| Carlo Antonio di Hohenzollern-Sigmaringen |                      | Amalia Zefirina di Salm-Kyrburg  |                                    |  |  |       |  |  |                                          |  |  |                                            |  |
|                                           |                      | Pierre Murat                     | Pierre Murat                       |  |  |       |  |  |                                          |  |  |                                            |  |
|                                           |                      | Pierre Murat                     | Pierre Murat                       |  |  |       |  |  |                                          |  |  |                                            |  |
|                                           |                      | Pierre Murat                     | Jeanne Loubières                   |  |  |       |  |  |                                          |  |  |                                            |  |
| Maria Antonietta Murat                    |                      | Pierre Murat                     |                                    |  |  |       |  |  |                                          |  |  |                                            |  |
|                                           |                      | Louise d'Astorg                  | Aymeric d'Astorg                   |  |  |       |  |  |                                          |  |  |                                            |  |
|                                           |                      | Louise d'Astorg                  | Aymeric d'Astorg                   |  |  |       |  |  |                                          |  |  |                                            |  |
|                                           |                      | Louise d'Astorg                  | Marie Alanyou                      |  |  |       |  |  |                                          |  |  |                                            |  |
| Federico di Hohenzollern-Sigmaringen      |                      | Louise d'Astorg                  |                                    |  |  |       |  |  |                                          |  |  |                                            |  |
|                                           | Carlo Luigi di Baden | Carlo Federico di Baden          |                                    |  |  |       |  |  |                                          |  |  |                                            |  |
|                                           | Carlo Luigi di Baden | Carlo Federico di Baden          |                                    |  |  |       |  |  |                                          |  |  |                                            |  |
|                                           | Carlo Luigi di Baden | Carolina Luisa d'Assia-Darmstadt |                                    |  |  |       |  |  |                                          |  |  |                                            |  |
| Carlo II di Baden                         | Carlo Luigi di Baden |                                  |                                    |  |  |       |  |  |                                          |  |  |                                            |  |
|                                           |                      | Amalia d'Assia-Darmstadt         | Luigi IX d'Assia-Darmstadt         |  |  |       |  |  |                                          |  |  |                                            |  |
|                                           |                      | Amalia d'Assia-Darmstadt         | Luigi IX d'Assia-Darmstadt         |  |  |       |  |  |                                          |  |  |                                            |  |
|                                           |                      | Amalia d'Assia-Darmstadt         | Carolina di Zweibrücken-Birkenfeld |  |  |       |  |  |                                          |  |  |                                            |  |
| Giuseppina di Baden                       |                      | Amalia d'Assia-Darmstadt         |                                    |  |  |       |  |  |                                          |  |  |                                            |  |
|                                           |                      | Claude de Beauharnais            | Claude de Beauharnais              |  |  |       |  |  |                                          |  |  |                                            |  |
|                                           |                      | Claude de Beauharnais            | Claude de Beauharnais              |  |  |       |  |  |                                          |  |  |                                            |  |
|                                           |                      | Claude de Beauharnais            | Marie Anne Mouchard de Chaban      |  |  |       |  |  |                                          |  |  |                                            |  |
| Stefania di Beauharnais                   |                      | Claude de Beauharnais            |                                    |  |  |       |  |  |                                          |  |  |                                            |  |
|                                           |                      | Claudine de Lézay-Marnézia       | Claude de Lézay-Marnézia           |  |  |       |  |  |                                          |  |  |                                            |  |
|                                           |                      | Claudine de Lézay-Marnézia       | Claude de Lézay-Marnézia           |  |  |       |  |  |                                          |  |  |                                            |  |
|                                           |                      | Claudine de Lézay-Marnézia       | Marie-Claudine de Nettancourt      |  |  |       |  |  |                                          |  |  |                                            |  |
|                                           |                      | Claudine de Lézay-Marnézia       |                                    |  |  |       |  |  |                                          |  |  |                                            |  |

## Titoli e stili
- 25 giugno 1843-3 settembre 1869: Sua Altezza Serenissima Principe Federico di Hohenzollern-Sigmaringen
- 3 settembre 1869-2 dicembre 1904: Sua Altezza Serenissima il Principe Federico di Hohenzollern